# Благовещенский монастырь (Астрахань)
Благове́щенский Новоде́вичий монасты́рь — недействующий женский монастырь Астраханской епархии Русской православной церкви в Астрахани. С 2008 года ведутся работы по его отстройке и возрождению.

## История

### Вознесенский мужской монастырь
В 1604 года по благословению первого архиепископа Астраханского Феодосия (Харитонова) «за острогом, на бугре, у убогаго дома» иеромонах астраханского Троицкого монастыря Мисаил построил деревянную церковь, рядом с которой хоронили странников. 25 мая 1620 года церковь была освящена в честь Вознесения Господня, вокруг храма собралась монашеская община. Вскоре близ монастыря возникла небольшая слобода для монастырских служек, к 1630 году насчитывавшая до 70 дворов. Первоначально монастырь был обнесён деревянным тыном, но считался укреплением восточной части Белого города, образовав при обители обширную монастырскую слободу. Деревянные стены появляются, скорее всего, уже с самого начала строительства монастыря. Фортификационные сооружения были в то время необходимы, так как до середины XVII века были часты набеги калмыков на Астрахань. Стены монастыря представляли собой тын с поперечными рублеными стенками, расположенными между двумя столбами. Тыновая фортификация являлась простейшим и самым древним типом деревянной крепостной стены. Это была быстровозводимая и недорогостоящая конструкция, которая однако требовала дополнительных креплений, так как находившаяся в земле нижняя часть бревен быстро загнивала. Поэтому ставились подпорки в виде деревянных брёвен. Башен в данной фортификации на исследуемых участках не было. Остатки деревянных фортификационных сооружений на раскопе в Благовещенском монастыре представлены зигзагообразной траншеей, которую удалось проследить на всех исследуемых участках. С таких выдвинутых участков было легчи вести огонь по нападающим..
Все строения внутри монастыря изначально были также деревянными, вследствие чего постоянно подвержены пожарам. В 1641 году игумен Вознесенского монастыря Герасим начал строительство первой каменной церкви, но умер, достроив её лишь наполовину. В 1660 году игумен Михаил писал царю, прося его о денежной помощи на достройку церкви, которая тогда называлась Вознесенской. Неизвестно, когда точно был достроен храм, но в 1699 году его освятили как Благовещенский. В 2022 году в ходе проведения археологических работ на территории Благовещенского монастыря под руководством Д. В. Васильева в фундаментных траншеях первого каменного Благовещенского храма было обнаружено более 40 золотоордынских кирпичей, взятых из развалин Золотоордынской столицы, которая находилась на территории нынешнего села Селитренное Астраханского области. По всей видимости золотоордынские кирпичи использовались в возведении оснований стен. В 1672 году царь лишил астраханское духовенство ряда льгот и возложил на него часть госсударственных расходов — Вознеснеский монастырь начал платить пошлины с рыбных ловель, астраханский воевода вывел в посад из монастырской слободки 56 человек, в 1704 году рыбные ловли монастыря были отданы астраханскому Преображенскому монастырю. Эти меры привели к резкому ухудшению экономического положения монаситыря и недовольству братии, принявшей активное участие в астраханском бунте 1705—1706 годов, инициатором которого был игумен Рувим. После подавления бунта монастырь был упразднён, на его территории разместился Благовещенский женский монастырь.

### Благовещенский женский монастырь
В 1722 году в Благовещенский монастырь перенесли вместе со всем убранством Иоанно-Богословский храм. Среди прочего была и икона Божией Матери «Живоносный источник», которую привез в Астрахань воевода Иван Милославский. В период начала XVIII — второй половины XVIII века в монастыре были построены первые каменные культовые и служебные здания, а в 1750—1760 годах — каменная ограда. С востока монастырь граничил с участком Крестовоздвиженской церкви, и его восточная граница предположительно начиналась от построенной в 1778 году в юго-восточном углу часовни во имя Николая Чудотворца, где хранилась почитавшаяся астраханцами икона Николая Чудотворца. Своё первоначальное положение сохранила только юго-восточная часть ограды. В 1894 году в Благовещенском монастыре в Астрахани случился сильный пожар. Огонь полностью уничтожил сдаваемые в аренду два деревянных корпуса, каретник и конюшню, здание церковно-приходской школы, трапезную для монахинь, каменную кухню с кладовыми и дровяными амбарами, а также каменный флигель настоятельницы монастыря. Несколько лет ушло на ликвидацию последствий и восстановление уничтоженных и пострадавших строений. Появились такие важнейшие объекты, как колокольня со святыми вратами (1907), угловые башни и закруглённый участок ограды с восточной стороны, каменные здания в южном прясле. Заново была отстроена часовня Николая Чудотворца (1902). Взамен обветшавших стен были возведены новые в современных границах.
В начале 1920-х годов все насельницы монастыря были выселены, так как на территории монастыря стал размещаться детский дом № 6 и учреждение социального воспитания для морально-дефективных детей, однако храмы ещё оставались в пользовании у монастырского прихода. Согласно декрету «О порядке созыва съездов и всероссийских совещаний различных союзов и объединений и о регистрации этих организаций» все приходы, не зарегистрированные в срок органами власти, являлись незаконными и немедленно закрывались. Вслед выходит постановление «О порядке утверждения и регистрации обществ и союзов, не преследующих цели извлечения прибыли и порядке надзора за ними» требовало наличие устава общества. С этой целью в начале августа 1922 года верующие монастырской общины направляют письменное заявление о регистрации своей религиозной общины. Но они получили отказ. Основанием для последнего послужило «сокрытие церковных ценностей», которое было выявлено в результате проверки, а монастырский священник Алексий Арнольдов был привлечен к судебным разбирательствам. Новая община так и не была создана, храмы перешли к государству. Игумения монастыря Платониде (Пасмурновой) с прочими насельницами обосновалась в Вознесенском Единоверческом храме, где несли клиросное послушание чередуясь с единоверческим приходом.
12 июня 1928 года городской совет запросил согласие губернского исполнительного комитета на разборку соборной церкви, большой колокольни монастыря и использование зимней церкви под жилой комплекс. 25 октября 1928 года Вознесенская колокольня с Благовещенской соборной и зимней церквами были переданы Астраханскую Госфондовую комиссию по решению Астраханского окрисполкома. В 1929 году была продана на кирпич зимняя Иоанно-Богословская церковь, часовню перед входом в соборный храм также сломали. 22 апреля 1930 года вышло решение о продаже под снос летнего Благовещенского соборного храма. Здесь же была разрушена большая монастырская колокольня. С 1949 года на территории монастыря находился Астраханский областной военкомат, который находился там вплоть до 2021 года. В части одноэтажных деревянных келий, располагавшихся в северной и восточной части обители, находился частный жилой фонд.

### Возрождение
Разработка воссоздания колокольни шла в составе проекта реставрации стен монастыря, утраты которых составляли более 20 %. Особенно плохим было состояние северного и западного прясел. После демонтажа колокольни западное прясло было полностью переложено с использованием кирпича повторного применения и низкомарочного цементно-песчаного раствора. Для воссоздания колокольни были использованы многочисленные архивные материалы: схематичные обмерные чертежи БТИ 1929 года, выполненные перед разборкой колокольни, исторические фотографии и обмерные чертежи частей сохранившегося фундамента колокольни. На основании натурных и архивных изысканий был выполнен эскизный проект (главный архитектор проекта Н. Н. Махмудова, архитектор Н. П. Гричановский), который был утвержден Управлением по сохранению историкокультурного наследия Министерства культуры Астраханской области. Научно-исследовательская проектная фирма «Ярканон» приступила к рабочему проектированию. Главным инженером проекта стал М. Ю. Катруца. Рабочие чертежи выполняли архитектор С. Н. Рябицев и инженер-конструктор Н. И. Юшина под руководством Н. Н. Махмудовой и при консультации архитектора А. А. Махмудова. Производственные работы по реставрации стен и воссозданию колокольни были включены в плановое финансирование Министерством культуры РФ в 2007 году.
Работы по восстановлению облика астраханского Благовещенского монастыря начали в 2008 году. В первую очередь привели в порядок стены и башни, отремонтировали и открыли для прихожан часовню Святителя Николая. В 2010 году конкурс на проведение работ по воссозданию колокольни монастыря выиграло реставрационное предприятие из Москвы ООО «Промпроект». Провели работы по укреплению фундамента — наиболее технически сложный этап работ. Восстановили поярусно колокольню. Установили завершение — купол с покрытием из меди. Главку оставили без золочения, медь запатинировали в тёмный цвет. Освятили, подняли и установили позолоченный крест. Перед каждым этапом работ уже, казалось бы, готовые рабочие чертежи дополнительно приходилось уточнять по фактическим размерам возведенных конструкций. При внимательном профессиональном и добром отношении со стороны подрядчика рабочий проект был заново откорректирован, начиная с фундамента и завершая главкой. Так, проектные работы над этим объектом завершились почти одновременно с возведением колокольни. Летом 2014 года на торжественной церемонии зазвонили все десять новых колоколов, отлитых в Воронеже на средства, выделенные из бюджета Астраханской области по целевой региональной программе «Развитие культуры и сохранение культурного наследия». 27 сентября 2017 года бывший монастырь посетил Патриарх Кирилл.
7 апреля 2020 года, в день праздника Благовещения, во временно установленной палатке на месте одного из разрушенных храмов впервые после окончательного разрушения его храмов в 1930 году была совершена Божественная литургия, которую совершили митрополит Астраханский и Камызякский Никон (Фомин), ключарь Успенского собора протоиерей Дионисий Фокин, иеромонах Иоаким (Шашков), иерей Константин Волошин, иеромонах Игорь (Добродеев). На богослужении присутствовали: губернатор Астраханской области Игорь Бабушкин, депутат Государственной Думы Леонид Огуль, военный комиссар Астраханской области полковник запаса Юрий Лымарь, начальник Главного управления МЧС России по Астраханской области полковник внутренней службы Алексей Мурзин, начальник Управления Федеральной службы войск национальной гвардии Российской Федерации по Астраханской области полковник полиции Алексей Казаков и другие официальные лица.
5 апреля 2021 года состоялась встреча митрополита Никона с губернатором Астраханской области Игорем Бабушкиным, который сообщил, что теперь военный комиссариат, который располагался в монастыре с 1949 года, переедет в здание Каспийской флотилии. «Для Министерства обороны это было непростое решение, связанное с дополнительными затратами. Теперь военный комиссариат, занимавший монастырь с 1949 года, передислоцируется в здание Каспийской флотилии».
2 сентября 2022 года на территории монастыря состоялся чин закладки храма Благовещения Пресвятой Богородицы. губернатор Астраханской области Игорь Бабушкин в связи с эти отметил: «Уверен, сегодняшнее знаменательное событие ляжет в основу былого величия Благовещенского Новодевичьего монастыря. Спасибо благодетелям, которые помогают в восстановлении всего храмового комплекса, уверен, он станет местом притяжения верующих Астраханской области и всей страны». К июню 2023 года реставраторы привели в надлежащий вид игуменский корпус. Как отметил руководитель региональной службы госохраны объектов культурного наследия Владимир Григоршев: «Реставрация идёт поэтапно. За это время специалисты привели в порядок стены и башни, починили кровлю, обновили фасад, отремонтировали часовню Святителя Николая, возвели колокольню».
6 июня 2024 года митрополит Астраханский и Камызякский Никон (Фомин) совершил молебен перед установкой пяти куполов на храм в Благовещенском монастыре Астрахани. По окончании богослужения архипастырь окропил святой водой купола, технику. Затем купола были подняты и установлены на храм. 7 апреля 2025 года митрополит Астраханский и Камызякский Никон (Фомин) и епископ Кинешемский и Палехский Иларион (Кайгородцев), игумен Даниил (Давлетов), протоиерей Дионисий Фокин, иерей Виталий Семёнов, иеромонах Иоаким (Шашков), иеромонах Игорь (Добродеев) совершили первую Божественную литургию в верхнем храме Благовещенского монастыря.

## Постройки
- Благовещенский собор (строится с 2022 года) на месте снесённого Благовещенского собора (1699), в свою очередь построенного на месте Вознесенского храма (1620)
- Колокольня (1907, снесена в 1930 году; воссоздана в 2010—2012)
- Часовня Николая Чудотворца (1901)
- Церковь Иоанна Богослова (1765, снесена)
- игуменский корпус
- ограда (XVIII—XIX)